# Megacoxa synchrotron
Megacoxa synchrotron (лат.) — ископаемый вид перепончатокрылых рода Megacoxa из семейства Megalyridae. Бирманский янтарь, меловой период (Мьянма).

## Этимология
Видовой эпитет M. synchrotron происходит от названия синхротрона PETRA-III в лаборатории Deutsches Elektronen-Synchrotron (DESY; Гамбург, Германия), на котором метод рентгеновской микротомографии µ-CT применяется в исследовании для реконструкции внешней поверхности образца, а также его внутренних особенностей для последующего изучения.

## Описание
Мелкие наездники, длина тела около 2,89 мм. Флагелломеры 1—7 заметно длиннее своей ширины; флагелломеры 8—12 немного длиннее ширины; срединная мезоскутальная борозда зубчатая (против гладкой у †Megacoxa chandrahrasa и †Megacoxa janzeni); аксиллы продолжаются медиально (против разделенных медиально у †Megacoxa janzeni); переднее крыло с широкой медиальной ячейкой (против узкой у †Megacoxa chandrahrasa); задний край метакокса прямой, с крупными бороздками (против округлого с мелкими бороздками у †Megacoxa chandrahrasa и округлого с крупными бороздками у †Megacoxa janzeni); гребневидные волоски редуцированы на метабазитарзусе (по сравнению с более развитыми на метатибиях и метабазитарзусе у †Megacoxa chandrahrasa и †Megacoxa janzeni). Ноги с одной мезотибиальной и двумя метатибиальными шпорами. Метасома удлинённая.